# Marie-Jeanne Seck
Pour les articles homonymes, voir Seck.
Marie-Jeanne Seck, née le 19 décembre 1994, est une judokate sénégalaise.

## Carrière
Marie-Jeanne Seck est médaillée de bronze de l'Open de Dakar dans la catégorie des moins de 48 kg en 2017 et en 2020.
Elle remporte la médaille d'argent par équipe mixte aux Championnats d'Afrique de judo 2022 à Oran. 